# Драма (град)
Вижте пояснителната страница за други значения на Драма.
Драма (на гръцки: Δράμα) е град в североизточната част на Егейска Македония, Гърция. Градът е център на дем Драма, част от административната област Източна Македония и Тракия и на Драмската епархия.

## География
Градът е разположен в северната част на Драмското поле на река Драматица (Ангитис) в южното подножие на планината Боздаг (на гръцки Фалакро). Разстоянието до Солун е 169 километра.

## История

### Античност и Средновековие
Според Йордан Н. Иванов името ще да е било речно име (на Драматица), и произхожда от тракийското *drōma, *dràma, река, от което на славянска почва се е получило Драма. Сравними са селищното име Драма, крепостта Драмица. Жителското име е дра̀мченин, дра̀мченка, дра̀мчене; дра̀малѝя, дра̀малѝйка, дра̀малѝи. Според други версии произходът на думата се извежда от гръцкото Υδράμα, Δύραμα, в превод богат на вода.

### В Османската империя
Градът е относително нов и се оформя след османското завоевание. Дълги години е център на санджак, който спада към Солунския вилает. В XIX век е един от най-големите градове на Македония.
Гръцкият просвещенец Атанасиос Псалидас пише в своята „География“ (1818 – 1822), че Драма е населяван от турци, българи и гърци.
Александър Синве ("Les Grecs de l’Empire Ottoman. Etude Statistique et Ethnographique"), който се основава на гръцки данни, в 1878 година пише, че в Драма (Drama) живеят 810 гърци.
В 1891 година Георги Стрезов пише за Драма:
| „ | Драма е стар град, и такъв си останал и досега. От зданията само правителственият дом, сграден преди година, е за забелязване. В града има много джамии; една от тях е направена от султан Баязид Илдъръм. Тук живеят същи помаци, с доказана генеалогия, от самите „гази“, завоеватели на тия страни. Като търговски град Драма е стоварище на тютюна; подире и депо на кавалското пристанище за каква и да е стока. Има и фабрика за спирт. Между Драма и Кавала работи шосе. Драма е седалището на „лива“, военен началник, който зависи от III корпус в Битоля. Християнското население е под Зъхненския гръцки владика, който живее, както се казва на мястото, в Алистратик. Между многото първоначални училища и „руждиета“, има и едно ново „идадие“, прогимназия с европейска програма на реалка. Жители се броят 300 д. турци; има още 100-тина къщи християне гърци и няколко еврейски. Преди 30 години броят на християнските къщи бил 39. Българе тук не се чуват; ако и да се преселяват от околията, те бързо се претопяват. | “ |

В края на XIX век Васил Кънчов минава през града и пише, че в Драма „има около 2500 турски и 400 хр[истиянски] къщи. Християните са от гърци, българи и власи. Доста евреи. Малка, съвсем тесна чаршийка. Градът сега се е поотворил. От напред – съвсем затворен. Българите са се загубили... Около Съединението се присещат да си отворят училище, но се побъркали... Търговията с тютюна започва сега. Има богати бегове с големи чифлици.“ Според статистиката на Кънчов („Македония. Етнография и статистика“) в началото на XX век Драма има 9040 жители, от които 6300 турци, 1500 гърци, 350 българи, 300 власи, 240 цигани, 150 евреи, 50 черкези и 150 други.
По данни на секретаря на Българската екзархия Димитър Мишев („La Macédoine et sa Population Chrétienne“) в 1905 година християнското население на Драма се състои от 320 българи патриаршисти гъркомани, 80 българи униати, 32 българи протестанти, 700 гърци и 1500 власи. В града действат едно прогимназиално и две основни гръцки училища с 6 учители и 250 ученици. Българинът Илия Хаджигеоргиев притежава търговски дюкяни в града и околните села.
По официални османски данни към 1908 година българската община в Драма се състои от 209 екзархисти, от които 93 постоянни, живеещи в 37 къщи, а останалите външни, работещи в разни дюкяни, фурни и други заведения.
В града през 1912 година е открита българска болница, в която практикува и турският лекар Фаик, и която е отворена за лечение и на мюсюлмани. При избухването на Балканската война в 1912 година тринадесет души от Драма са доброволци в Македоно-одринското опълчение. Градът е освободен от четите на Христо Чернопеев и Михаил Чеков на 24 октомври 1912 година, а според други източници от четите на Тодор Паница и Георги Скрижовски.
| Учители в Драма в края на османската власт | Учители в Драма в края на османската власт | Учители в Драма в края на османската власт                                                              |
| Име                                        | Име                                        | Бележка                                                                                                 |
| ------------------------------------------ | ------------------------------------------ | --- |
| Анастасиос Гардемис                        | Αναστάσιος Γαρδέμης                        | от Епир, учител в училищата, от които произлиза 12 Общинско училище                                     |
| Астериос Хронидис                          | Αστέριος Χρονίδης                          | учител в училищата, от които произлиза 12 общинско училище                                              |
| Георгиос Кипиотис                          | Γεώργιος Κυπιώτης                          | учител по гимнастика в драмските училища                                                                |
| Елени Пихеон                               | Ελένη Πηχεών                               | учителка в I женско общинско училище от 1913 г.                                                         |
| Елевтерия Андониаду                        | Ελευθερία Αντωνιάδου                       | директорка на женското училище в Драма преди и след 1881 г.                                             |
| Теофилос Анастасиадис                      | Θεόφιλος Αθανασιάδης                       | учител в училищата, от които произлиза 12 Общинско училище                                              |
| Константинос Самардзис                     | Κωνσταντίνος Σαμαρτζίδης                   | учител в училищата, от които произлиза 12 Общинско училище                                              |
| К. Д. Схинас                               | Κ.Δ. Σχοινάς                               | инспектор на училищата в Драма в 1907 – 1910 г.                                                         |
| Мария Икономиду                            | Μαρία Οικονομίδου                          | учителка в градското девическо училище след 1909 г.                                                     |
| Николаос Евстатиу                          | Νικόλαος Ευσταθίου                         | директор на училището в Драма преди и след 1881 г.                                                      |
| Олга Л. Кивету-Илиопулу                    | Όλγα Λ. Κυβετού-Ηλιοπούλου                 | директорка на девическото училище в Драма преди 1909 г.                                                 |
| Полихронис Хронидис                        | Πολύχρονης Χρονίδης                        | учител в училищата, от които произлиза 12 Общинско училище                                              |
| Фотиос Димитриадис                         | Φώτιος Δημητριάδης                         | през 1879 година главен учител на гръцките училища в Драма и пионер на образователния елинизъм в района |
| Астериадис                                 | Αστεριάδης                                 | учител в училищата, от които произлиза 12 Общинско училище                                              |
| Янулис                                     | Γιαννούλης                                 | учител в училищата, от които произлиза 12 Общинско училище                                              |
| Титис                                      | θύτης                                      | учител в училищата, от които произлиза 12 Общинско училище                                              |
| Сократидис                                 | Σωκρατείδης                                | учител в училищата, от които произлиза 12 Общинско училище                                              |
| Фуляс                                      | Φούλιας                                    | главен учител по музика в училищата в Драма преди 1907 г.                                               |
| Каликлес                                   | Κάλλικλες                                  | учител в Драмско след 1848 г.                                                                           |

### В Гърция
През Балканската война Драма е освободен от части на българската армия, но след Междусъюзническата война от 1913 година остава в пределите на Гърция. Според гръцката статистика, през 1913 година в Драма (Δράμα) живеят 12 903 души.
В годините на Първата световна война български окръжен управител в Драма е Г. Паскалев.
В 1923 година, по силата на Лозанския договор, мюсюлманското население на Драма е изселено в Турция и на негово място са настанени много гърци бежанци. В 1928 година в града има 22601 бежанци, от които 4059 настанени преди 1922 година, а 18452 след Малоазийската катастрофа. По произход бежанците 7878 от Мала Азия, 6878 от Източна Тракия, 5263 от Понт, 1267 от България и останалите от други места. Двадесетина бежански семейства са заселени и на Гара Драма, която в 1928 година се води отделно селище с 81 жители, а по-късно е присъединена официално към Драма.
В града след Втората световна война освен тютюневите монополи и няколко малки фабрики няма индустрия, което води до стагнация на броя на жителите.
| Име           | Име             | Ново име          | Ново име          | Описание                                    |
| ------------- | --------------- | ----------------- | ----------------- | ------------------------------------------- |
| Чобанка       | Τσοπάνκας       | Воскотопос        | Βοσκότοπος        | река ЮЗ от Драма, десен приток на Драматица |
| Пагирия       | Παγίρια         | Агона             | Άγονα             | местност З от Драма                         |
| Чорлак        | Τσιορλάκια      | Зоодохос Пиги     | Ζωοδόχος Πηγή     | овраг З от Драма                            |
| Цифлики Зерву | Τσιφλίκι Ζερβοῦ | Хорафия Зерву     | Χωράφια Ζερβοῦ    | чифлик Ю от Драма                           |
| Родина тепе   | Ροντίνα Τεπέ    | Амбелонес         | Αμπελῶνες         | възвишение (140,8 m), ЮИ от Драма           |
| Чаирлък       | Τσαϊρλίκ        | Ливада Таксиархон | Λιβάδια Ταξιαρχῶν | възвишение (362 m), С от Драма              |
| Дермен        | Ντερμέν         | Милорема          | Μυλορρέμα         | река                                        |
| Кале Крана    | Καλέ Κράνα      | Краниес           | Κρανιές           |                                             |
| Марикова      | Μαρίκοβα        | Латомион          | Λατομεῖον         |                                             |

| Година    | 1913   | 1920   | 1928   | 1940   | 1951   | 1961   | 1971   | 1981   | 1991   | 2001   | 2011   | 2021   |
| --------- | ------ | ------ | ------ | ------ | ------ | ------ | ------ | ------ | ------ | ------ | ------ | ------ |
| Население | 12 903 | 15 263 | 29 339 | 30 425 | 29 498 | 31 195 | 29 692 | 36 109 | 37 604 | 42 501 | 44 823 | 44 257 |

## Забележителности
- Драмски археологически музей
- Драмски етнографски музей
- Драмски музей на църковното изкуство
- Извори на Драматица
- Градска градина
- Драмски воденици
- Шадраван джамия със стенописи
- Пещерата Маара, която е на няколко километра от града
- Драмски стени

## Икономика
В близкото минало икономическото развитие на Драма и областта зависи от хартиената и текстилната промишленост. Тези промишлености обаче са вече или прекратени, или изнесени в съседна България, което оказва отрицателно влияние върху местната икономика и заетост. Други източници на препитание са земеделието (предимно тютюневи плантации), рудодобив (най-вече на мрамор) и лесовъдство. Неотдавна са направени опити за оползотворяване на местната природа и за развиване на екотуризъм. Близо до Драма съществува ски-курорт на връх Фалакро (Боздаг).

## Култура
В Драма се провежда годишен фестивал за късометражни филми, както и Драмски фестивал на младежката песен, който се провежда и край изворите на Света Варвара и в който взимат участие местни състави и състави от цяла Гърция.

## Личности
Сред известните жители на Драма са османските военачалници Ибрахим паша (1789 – 1848), и Махмуд Драмали паша (около 1780 – 1822), гръцкият физик Василис Ксонтопулос (1951 – 1990), поетът Насос Вагенас (р. 1945) и актьорът Никос Сергианопулос (1952 – 2008).

## Спорт
В Драма има няколко спортни клуба, сред които футболните Докса Драма, Пандрамайкос и ПАОП Неас Амису и баскетболният КАОД.

## Галерия
- Старата катедрала „Въведение Богородично“ и зад нея новата „Въведение Богородично“
- Църквата „Свети Архангели“
- Църквата „Света София“
- Църквата „Света Варвара“

## Побратимени градове
- Пазарджик, България